# Arctia lutulenta
Arctia lutulenta är en fjärilsart som beskrevs av Smith 1956. Arctia lutulenta ingår i släktet Arctia och familjen björnspinnare. Inga underarter finns listade i Catalogue of Life.